# Signigobius biocellatus
Signigobius biocellatus is een straalvinnige vissensoort uit de familie van grondels (Gobiidae). De wetenschappelijke naam van de soort is voor het eerst geldig gepubliceerd in 1977 door Hoese & Allen.